# Bioorthogonale Markierung
Die bioorthogonale Markierung umfasst biochemische Methoden zur Molekülmarkierung, bei denen eine selektive chemische Reaktion erfolgt, möglichst ohne die biologischen Prozesse in einer Zelle zu stören. Die bioorthogonale Markierung ist eine Kombination der metabolischen Markierung und einer folgenden selektiven Reaktion, die in vivo oder in vitro verwendet wird. Durch die bioorthogonale Markierung können in vivo Signalmoleküle (Reportermoleküle) an das zu markierende Molekül gekoppelt werden, die nicht durch zelluläre Reaktionen zu erzeugen sind, z. B. ein synthetisches Fluorophor. Carolyn Bertozzi erhielt für ihre Beiträge zur bioorthogonalen Markierung und Click-Chemie den Nobelpreis für Chemie im Jahr 2022.

## Eigenschaften
Die bioorthogonale Markierung basiert auf der Verwendung von sehr selektiven chemischen Reaktionen, bei denen wenige Nebenreaktionen auftreten, um nicht mit Biomolekülen zu reagieren. Eine unspezifische Reaktion kann zelluläre Vorgänge und Reaktionen hemmen, was zu einer Toxizität führen kann, und daher weniger für eine Anwendung in vivo geeignet wäre, z. B. in Zellkulturen. Dafür werden im Rahmen einer metabolischen Markierung meist Zellkulturen mit einem Kulturmedium gefüttert, das markierte Moleküle mit einer bestimmten funktionellen Gruppe enthält. Diese markierten Moleküle werden durch den Stoffwechsel umgebaut oder in andere Moleküle eingebaut. Die funktionelle Gruppe kann anschließend im Rahmen der bioorthogonalen Markierung mit einer selektiven chemischen Reaktion weiter reagieren. Die dabei erzeugte Bindung sollte zur Vermeidung eines raschen Abbaus der Markierung zudem resistent gegen den Stoffwechsel sein und eine ausreichende Reaktionsrate besitzen.
Verschiedene Reaktionen der bioorthogonalen Markierung wurden beschrieben, z. B. die 1,3-Dipolare Cycloaddition von Aziden und Cyclooctinen (synonym kupferfreie Click-Chemie), oder zwischen Nitronen und Cyclooctinen, die Bildung von Oximen oder Hydrazonen aus Aldehyden oder Ketonen, die Tetrazin-Ligation, die Isocyanid-basierte Click-Reaktion, die Quadricyclan-Ligation, die Sonogashira-Kupplung, die kupferkatalysierte Alkin-Azid-Cycloaddition, die Heck-Reaktion, die Cyclopropen-Azid-Kopplung, die Myristylierung, die Cyanobenzothiazol-Kondensation oder die Tetrazol-Alken-Cycloaddition. Membranproteine können nach der Biosynthese enzymatisch mit Aziden gekoppelt werden, die wiederum per Staudinger-Reaktion mit Reportermolekülen gekoppelt werden.

## Anwendung
Mit einer bioorthogonalen Markierung können Glykane, Proteine, und Lipide markiert werden.

## Geschichte
Ab dem Jahr 2000 wurde die bioorthogonale Markierung per Staudinger-Reaktion von Aziden mit Triarylphosphinen durchgeführt. Die Bezeichnung ‚bioorthogonale Markierung‘ wurde 2003 von Carolyn Bertozzi geprägt.